# Período de Amarna

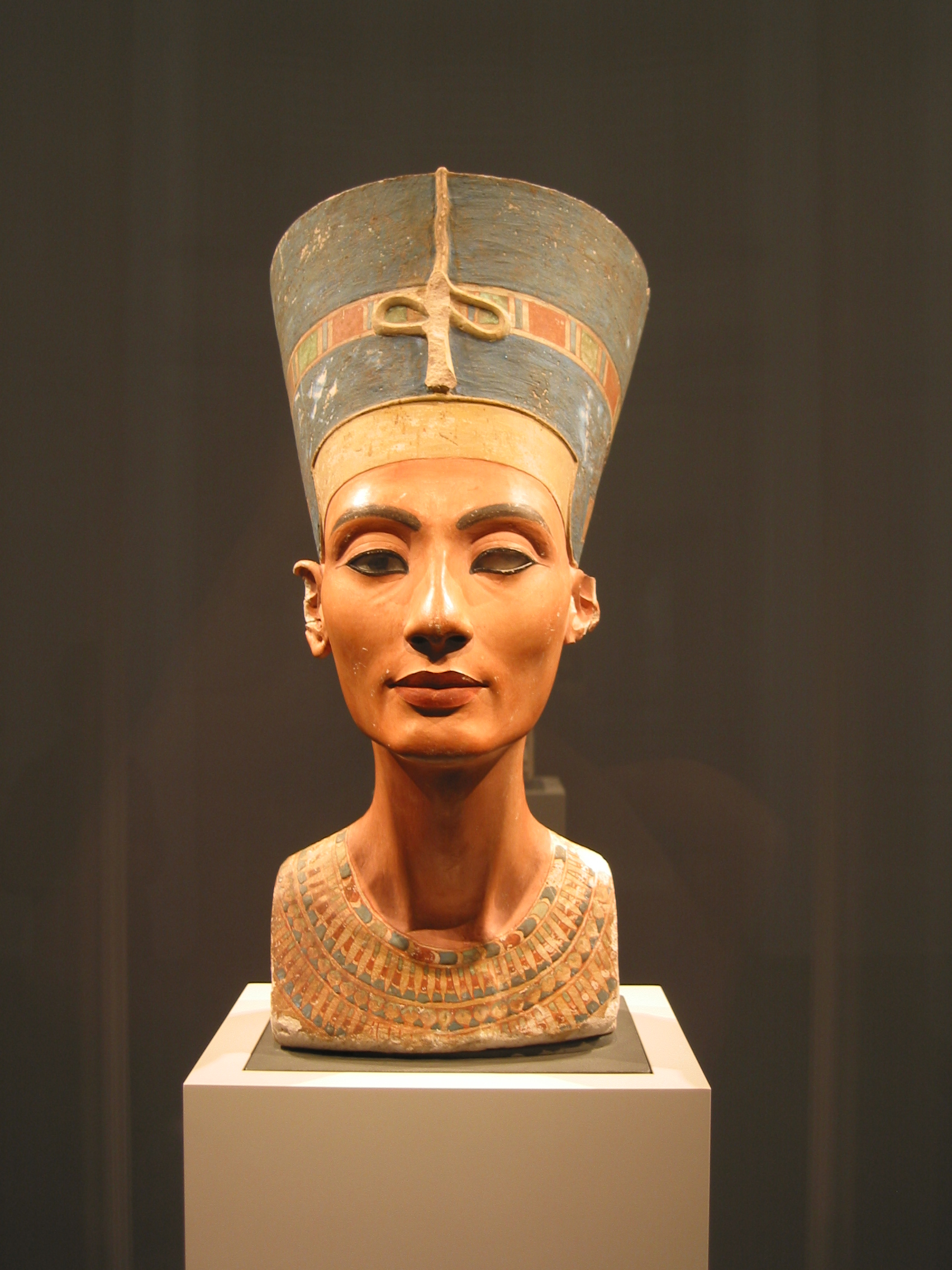
Busto de Nefertiti, Museu Egípcio de Berlim

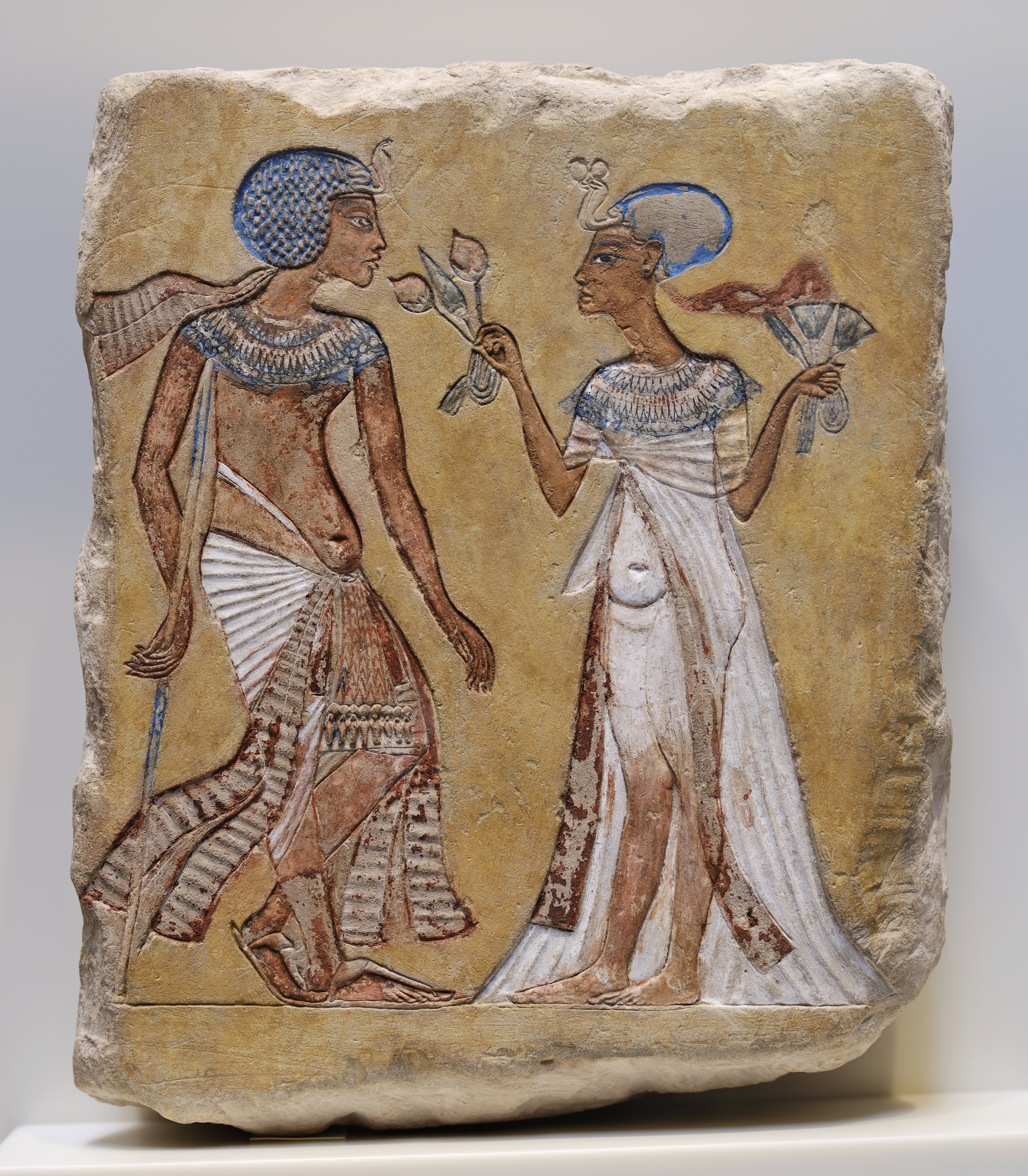
A relíquia de um casal real em estilo Amarna, Museu Egípcio de Berlim

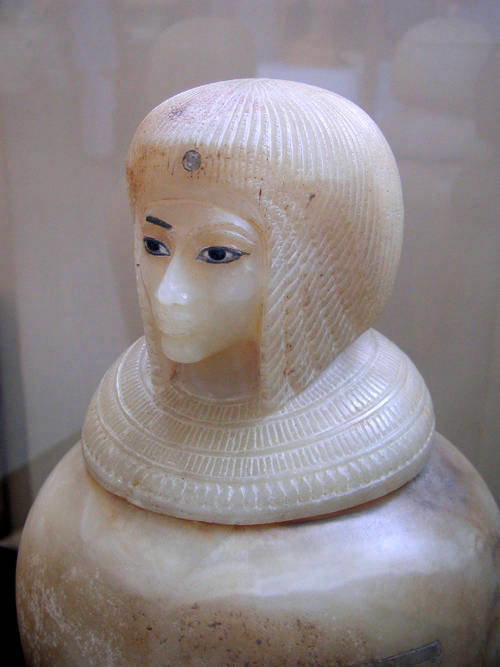
Busto de Kiya, segunda esposa de Aquenatão

O Período de Amarna foi uma era da história egípcia que perdurou na segunda metade da XVIII dinastia quando a residência real do faraó e sua rainha foi transferida para Aquetaton (Horizonte de Aton), atualmente conhecida como Amarna. Foi marcado pelo reinado de Amenófis IV, que mudou seu nome para Aquenatão (1 353−1 336 a.C.) a fim de refletir a dramática mudança na religião politeísta egípcia ocorrida quando o deus sol Áton foi adorado majoritariamente em relação aos demais deuses. Áton não era a única divindade adorada (a religião não era monoteísta), contudo, os demais deuses foram adorados em grau significativamente menor. O panteão egípcio anterior àquele criado por Aquenatão foi restaurado por seus sucessores.
O abandono da tradição afetou a iconografia, arquitetura, práticas religiosas e a vida intelectual no geral, que se desenvolveu em torno da religião. A arte de Amarna se caracteriza por uma representação dos personagens, especialmente da família real, e é descrita como expressionista ou caricaturesca. Esta representação contrasta com uma representação delicada da natureza, um naturalismo donde abundantes plantas, flores e animais são representados.
Durante todo o Período de Amarna o enfoque do faraó foi sua revolução religiosa. Embora tradicionalmente auxiliado por um complexo sistema burocrático, o faraó não se atentou a questões relacionadas, por exemplo, com a supremacia egípcia perante outras nações do período, especialmente na Palestina. Não obstante, tenham sido descobertas as famosas cartas de Amarna (tabuletas endereçadas a soberanos estrangeiros, todas redigidas em escrita cuneiforme) pouco ou quase nada, em termos práticos, foi realizado por parte dos egípcios e, como consequência, porções territoriais do império foram subtraídas por potências estrangeiras.

## Contexto histórico
A dinastia XVIII havia enaltecido o culto ao deus solar Ámon, considerado como importante aliado na expulsão dos invasores hicsos. O sacerdócio de Ámon em Carnaque assumiu o poder político de tal forma que veio a decidir a legitimação dos faraós. A ameaça à monarquia começou a ser combatida por Amenófis II, que decidiu opor-se ao sacerdócio de Ámon favorecendo o de Heliópolis; Tutemés IV recuperou o culto solar, erigindo um templo a Aton-Rá em Carnaque e favorecendo os templos de Heliópolis e Gizé. Tais medidas visavam minar a supremacia da classe sacerdotal tebana, de modo a evitar que se alie com os demais templos.
Tais medidas tinham o objetivo de enfraquecer a supremacia da classe sacerdotal tebana, prevenindo qualquer possibilidade de aliança entre essa classe e os demais templos.
Quando Amenófis III foi coroado, o Egito era um país próspero, por outro lado, o clero de Amon estava usurpando tributos e poder de forma excessiva. O novo faraó dedicou seus esforços para derrubar esse poder e, portanto, decidiu seguir a política paterna e apoiar a Áton. Amenófis não era o príncipe destinado a ser herdeiro, e havia vivido no palácio de Malcata, em Tebas, com sua mãe, originalmente de Heliópolis. Seu primeiro ato político foi ser proclamado faraó em Hermontis ao invés de Carnaque. Sabe-se que erigiu quatro templos em Carnaque para o deus Aton, no entanto, a destruição sistemática de sua obra não deixou rastro dela. Deste período sobrevivem alguns relevos do disco solar estendendo seus raios nas mãos da realeza em um cartucho.
Amenófis IV decidiu comemorar seu festival Sed no quarto ano de seu reinado, algo incomum já que este costumava ocorrer no ano 30 do reinado faraônico. Amenófis e Nefertiti aparecem nas imagens como encarnações de Rá e Hator, deuses solares. No mesmo ano Amenófis abandonou Tebas, a capital religiosa, e edificou sua nova capital em um lugar desértico do Médio Egito, em Amarna: Aquetaton, o "Horizonte de Áton". A corte, como a chancelaria real, mudaram-se para Aquetaton e os notáveis que seguiram o rei a sua nova capital o fizeram cavar seus túmulos nos rochedos que circundam o local. Aquetaton foi construída entre Mênfis, centro administrativo, e Tebas, centro espiritual; Amenófis mudou seu nome para Aquenatão, "O Esplendor de Áton", e se declarou único interlocutor de Áton, declarando-o como deus único de modo a eliminar todo tipo de interferência da classe sacerdotal.

## Arte de Amarna
A arte de Amarna pode ser considerada tão revolucionária e inovadora como o culto criado por Aquenatão. O faraó, sua família e, de certa forma, todos os seres humanos eram representados com queixo pontudo, lábios grossos, pescoço alongado, seios quase femininos, barriga saliente, quadris largos, coxas gordas, pernas finas; ao longo do período tal estilo representativo foi tão exagerado que muitos estudiosos consideram as ilustrações completas caricaturas, ou mesmo representantes de um estilo "expressionista" ou mesmo "surrealista". Outro ponto importante da arte de Amarna foi o modo como a forma das figuras humanas interagem entre si, havendo a presença de maior intimidade entre os personagens devido à valorização de cenas do cotidiano, assim como uma plena liberdade de expressão nunca vista na arte egípcia até aquele instante. As cores empregadas (branco, amarelo, preto, verde e marrom) foram as mesmas de períodos anteriores e possivelmente estas mantiveram seu significado simbólico.
Neste período foram implantadas mudanças visíveis na estruturação de templos, assim nos métodos de construção empregados, em detrimento dos edifícios monumentais, optou-se por blocos de pedra menores ligados por uma argamassa resistente. De longe o maior expoente arquitetônico deste período foi a cidade de Aquetaton: ao leste da cidade estava situado um vale que conduzia para o deserto onde o rei começou a escavar túmulos para a família real; próximo ao rio e nas bordas da planície foram erigidos enormes templos dedicados a Áton; quatro palácios, que variaram consideravelmente em forma, assim como suficientes meios administrativos, armazéns e oficinas estão presentes na cidade para atender as necessidades e exigências da realeza e sua corte, assim como dos cultos nos templos. No entanto, em vista da necessidade de se construir Aquetaton rapidamente, Aquenatão não se interessou pelo bem-estar dos habitantes da cidade, muito menos pelo estabelecimento de áreas residenciais. Desse modo, é muito comum encontrar casas de simples funcionários (p. ex. artesãos) lado a lado com casas de alto padrão erigidas pela corte real.
No âmbito literário as principais manifestações do período são inscrições em estelas, tumbas e templos, assim como em tabletes de argila contendo cópias de correspondências diplomáticas (cartas de Amarna). O mais famoso escrito deste período é o Grande hino a Aton encontrado na tumba do faraó Ay, nos túmulos de pedra em Aquetaton. Este foi atribuído ao próprio Aquenatão.

## Galeria de fotos

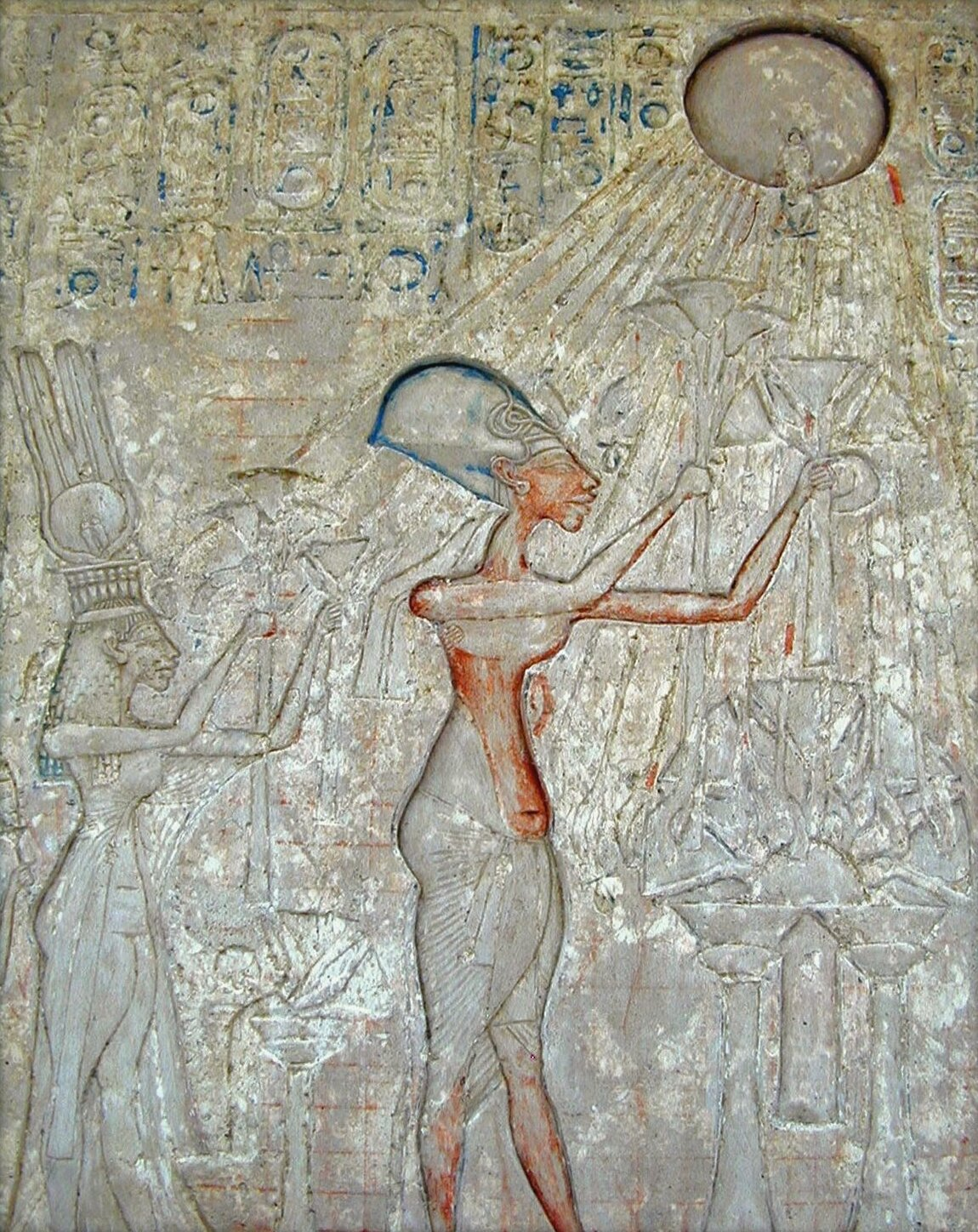
Faraó Aquenatão e sua família adorando a Atom
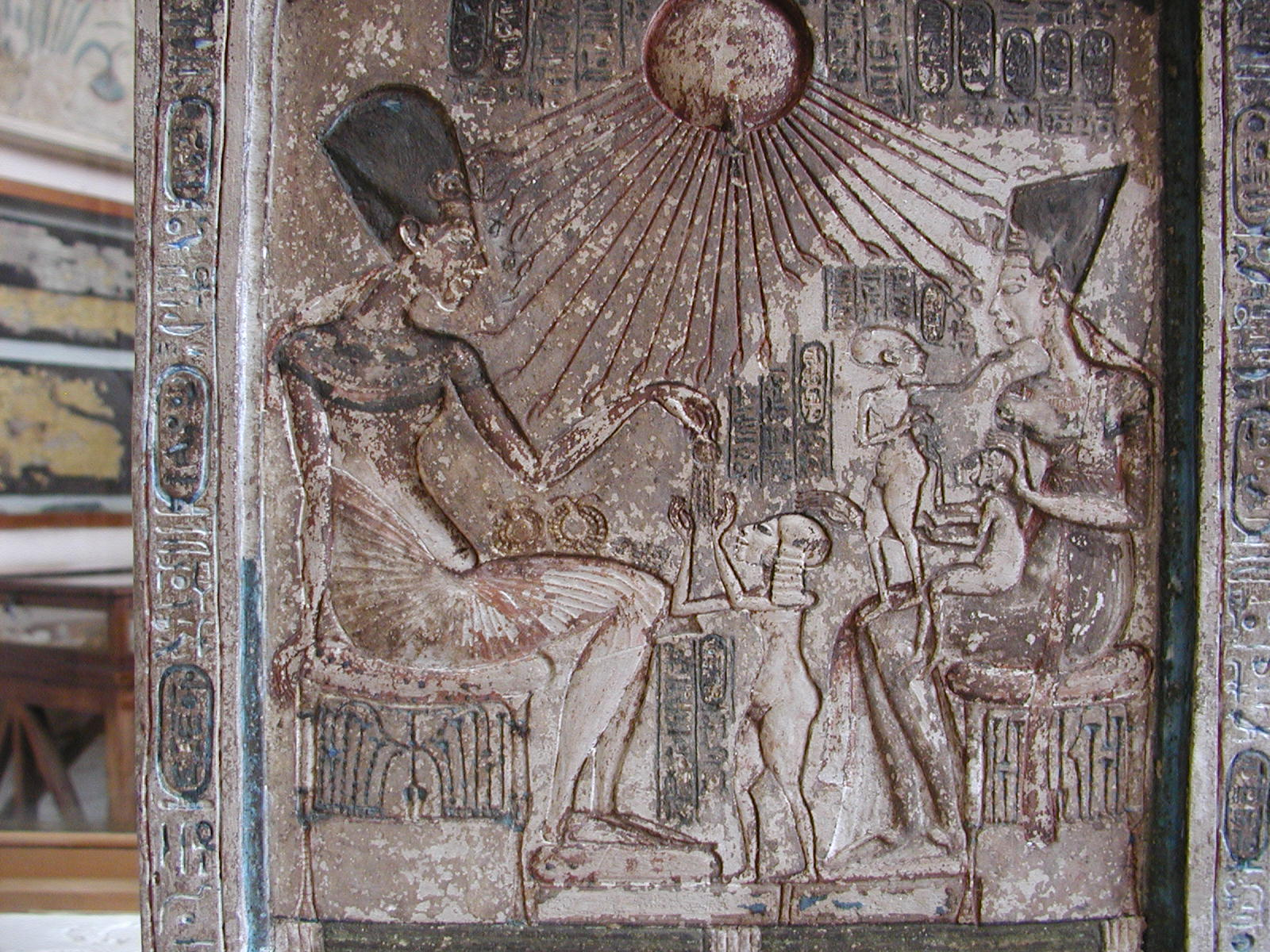
Aquenatão e sua família
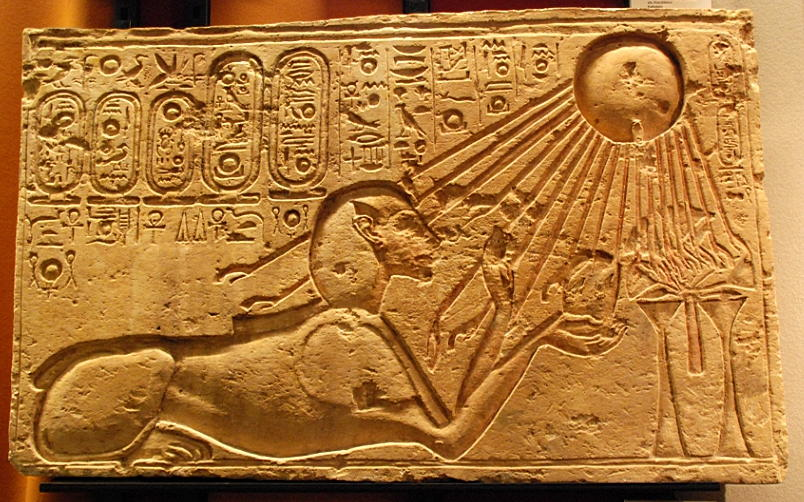
Aquenatão como uma esfinge
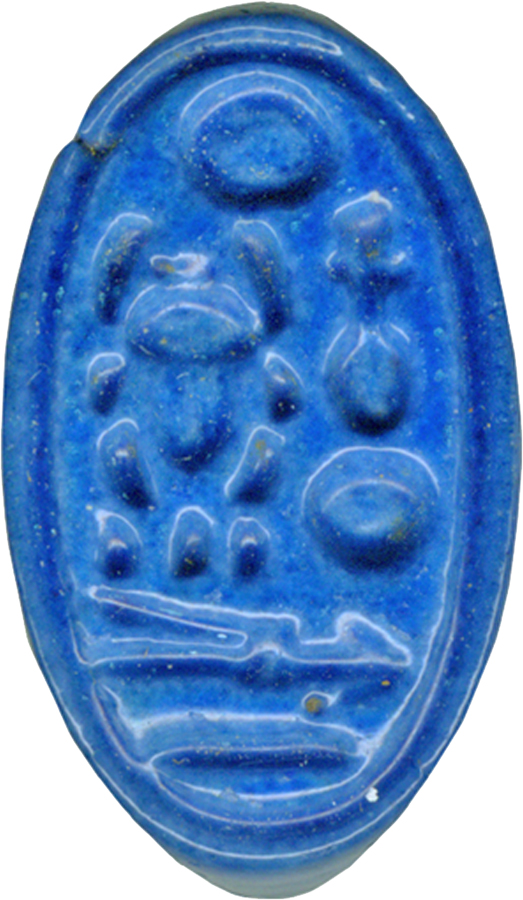
Anel sinete como o nome de Aquenatão
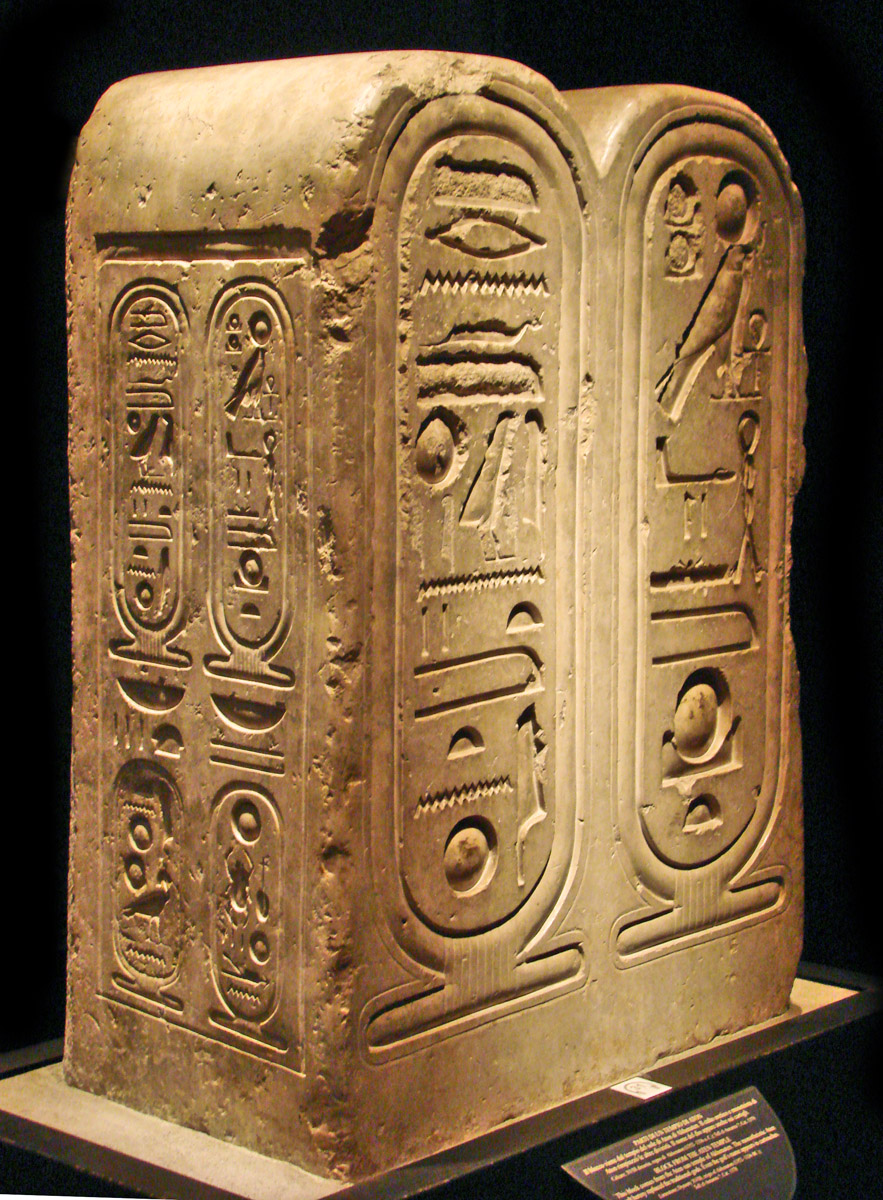
Estela do grande templo de Atom em Aquetatom
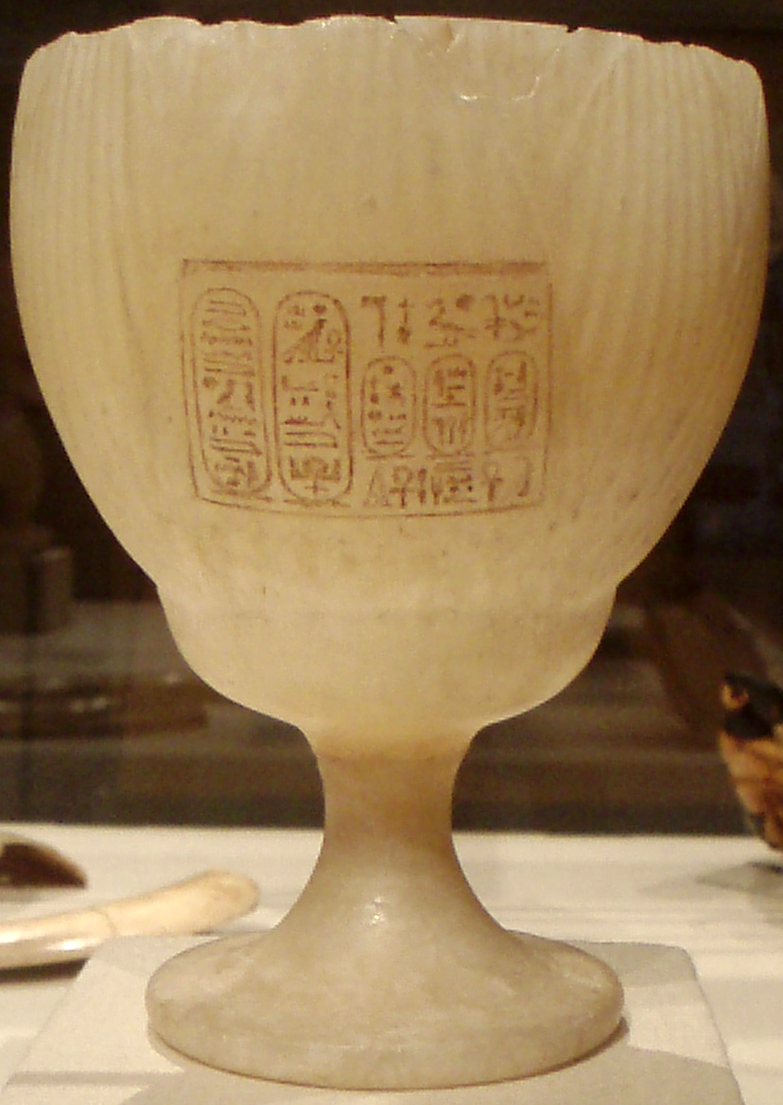
Taça em alabastro com o nome de Aquenatão
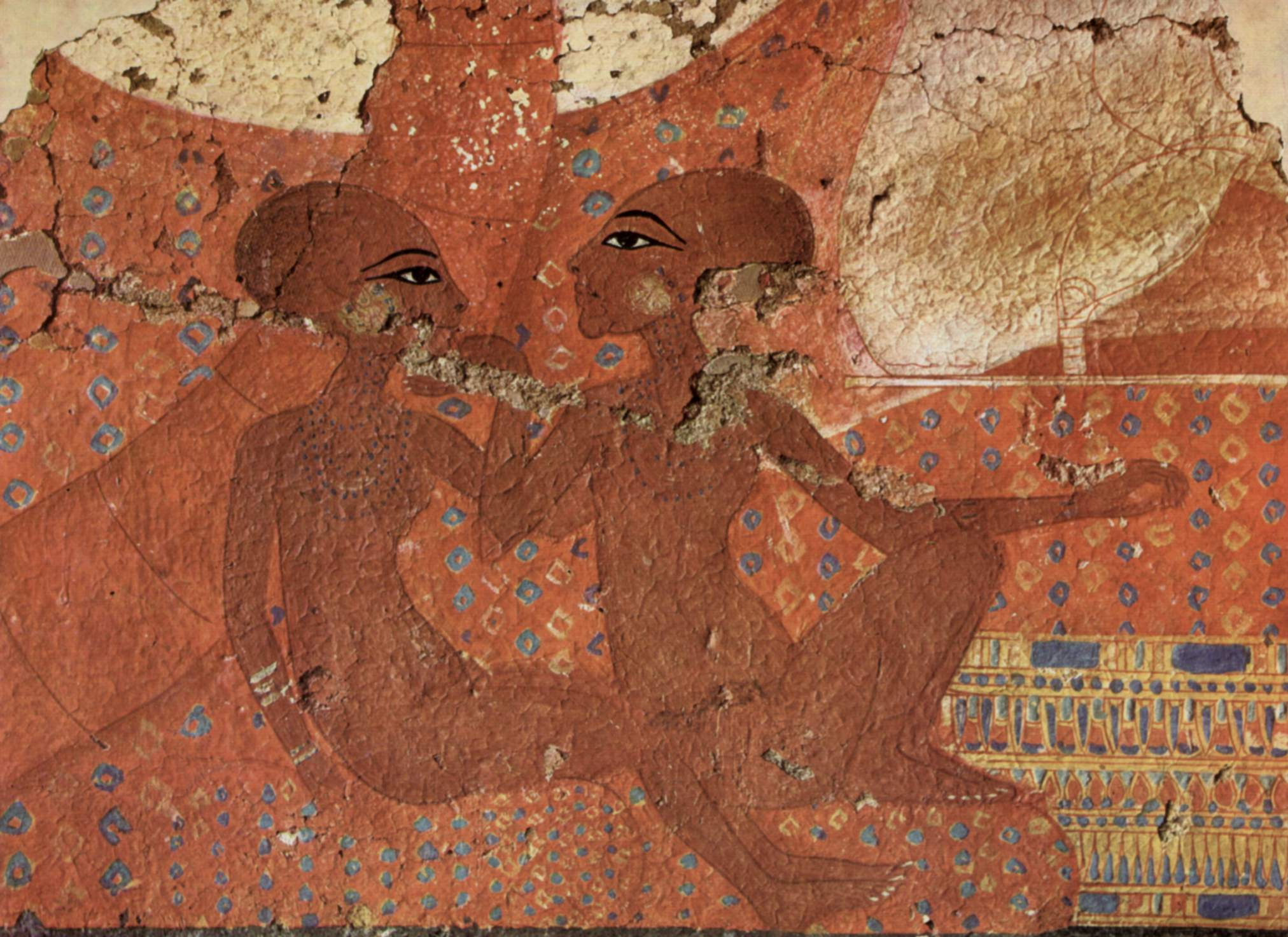
Representação das filhas de Aquenatão
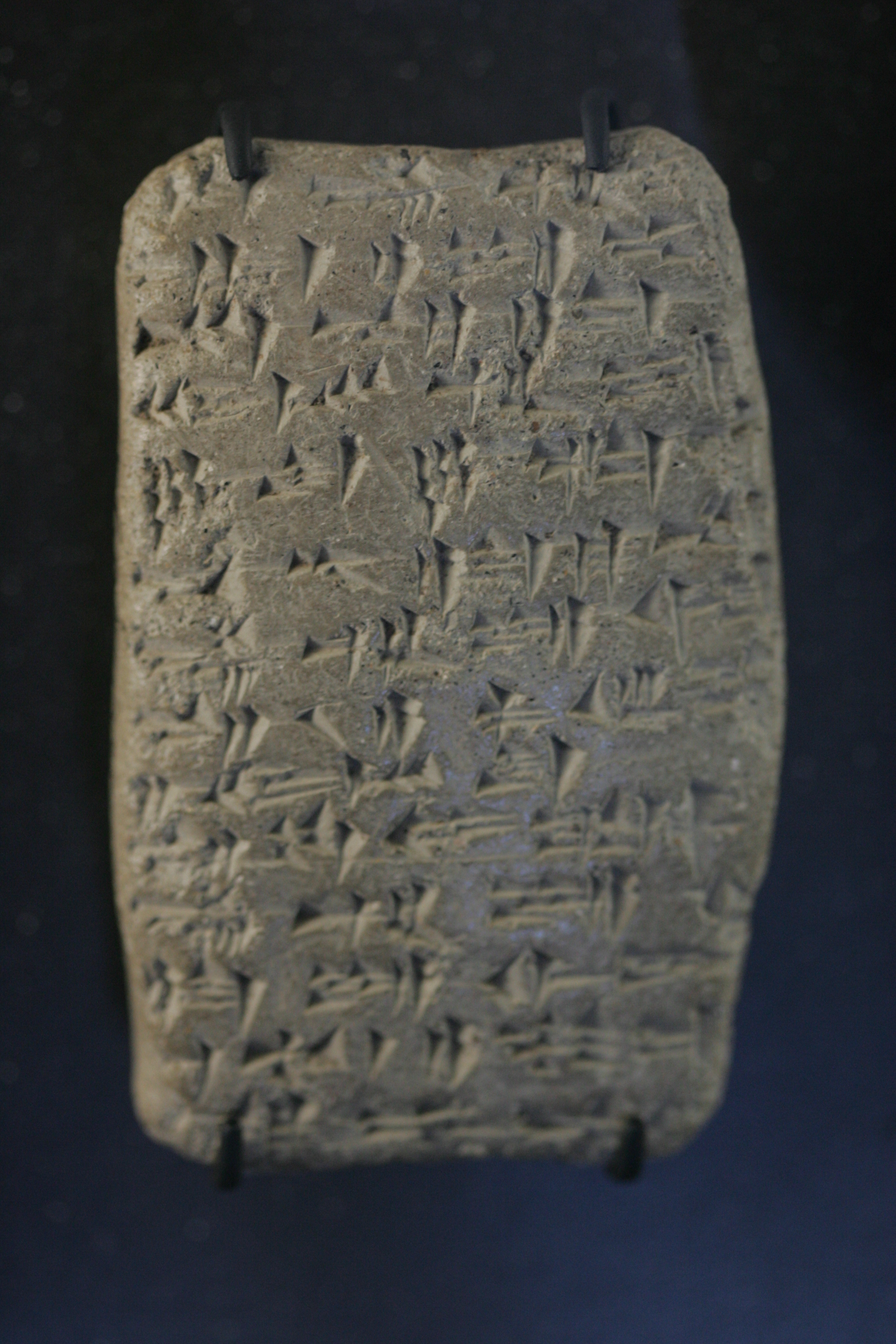
Uma das Cartas de Amarna
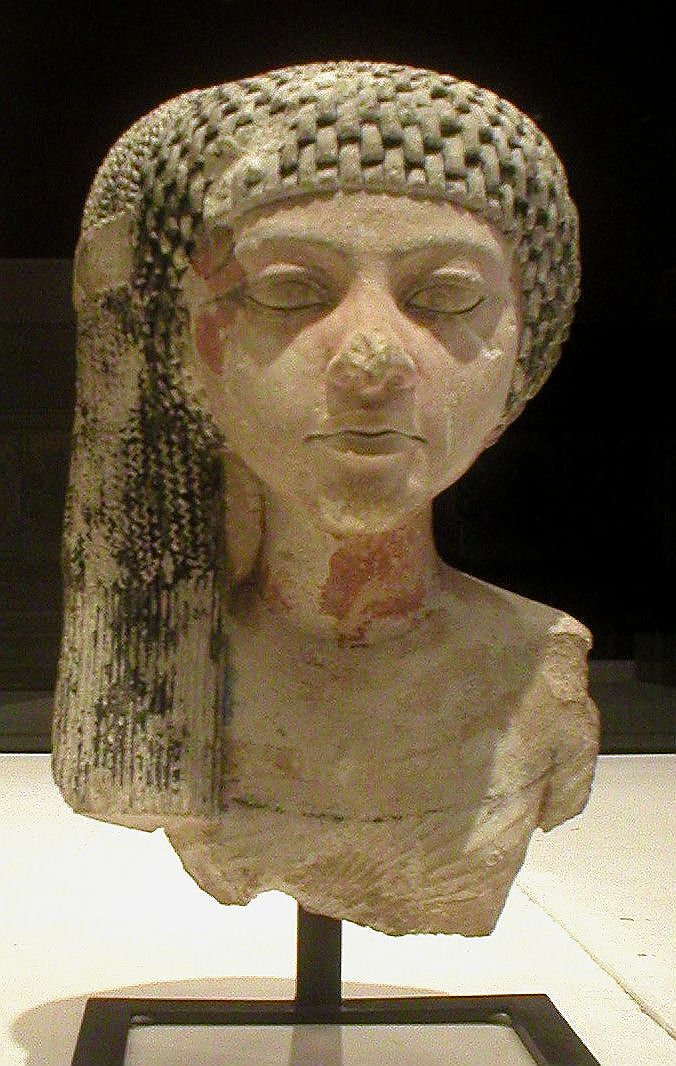
Busto de Meritaton, filha de Aquenatão